# 大牟田市消防本部
大牟田市消防本部（おおむたししょうぼうほんぶ）は、福岡県大牟田市の消防部局（消防本部）。管轄区域は大牟田市全域。

## 概要
- 消防本部：大牟田市浄真町46
- 管内面積：81.55km2
- 職員定数：131人
- 消防署1カ所、出張所4カ所
- 主力機械（2007年4月1日現在）
  - 普通消防ポンプ自動車：2
  - 水槽付消防ポンプ自動車：4
  - はしご付消防自動車：1
  - 化学消防自動車：1
  - 高規格救急自動車：4
  - 救助工作車：1
  - 水難救助車：1
  - 指揮車：1
  - 司令車：1
  - 査察広報車：3
  - 資機材搬送車：2
  - 人員搬送車：1

## 沿革

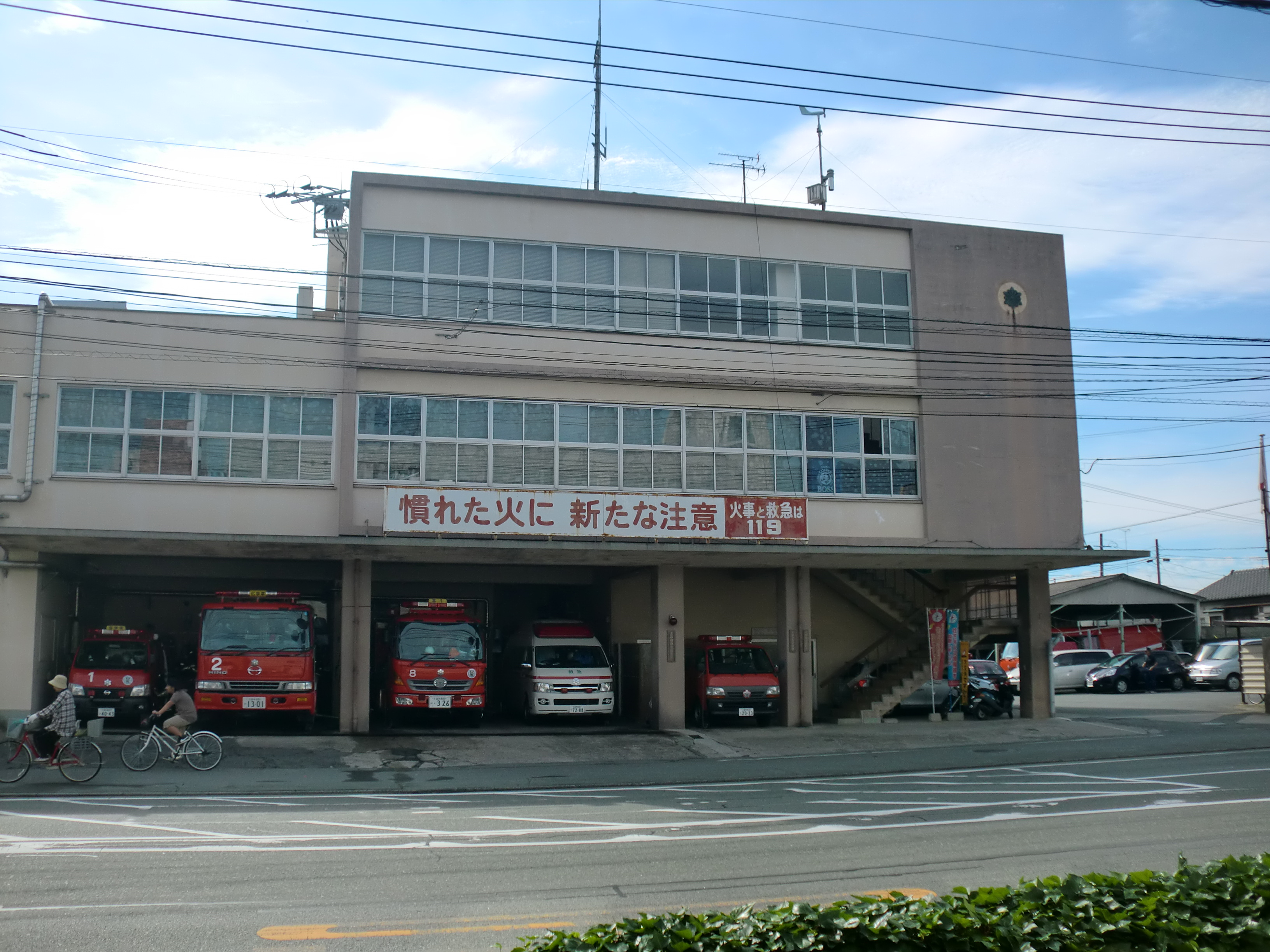
消防本部・消防署旧庁舎

- 1943年7月　官設消防として、大牟田消防署を設置する。三川町出張所を仮開設する。
- 1944年4月　駛馬派出所を開設する。
- 1944年7月　通町派出所・銀水派出所・横須派出所を開設する。
- 1944年9月　大正町派出所を開設する。
- 1944年11月　旭町出張所・上官町派出所を開設する。
- 1944年12月　三池町派出所を開設する。三川町出張所が落成する。
- 1945年6月　消防署新庁舎が落成する。
- 1945年7月　旭町出張所・駛馬派出所・横須派出所・大正町派出所が爆撃により焼失する。
- 1948年3月　自治体消防として、大牟田市消防本部・大牟田市消防署を設置する。
- 1953年4月　日出町出張所を開設する。
- 1955年9月　上官町派出所を移設し、勝立出張所を開設する。
- 1957年3月　消防自動車による任意救急隊が発足する。
- 1957年11月　大正町出張所を開設する。
- 1962年3月　屈折はしご付消防自動車を配備する。
- 1962年11月　救急自動車を配備する。
- 1971年2月　化学消防自動車を配備する。
- 1973年2月　銀水派出所を廃止する。
- 1974年1月　救急自動車を日出町出張所に配備する。
- 1975年3月　32メートル級はしご付消防自動車を配備する。
- 1977年11月　救助工作車を配備する。
- 1980年4月　吉野出張所を開設し、日出町出張所を廃止する。
- 1988年4月　明治出張所を開設し、大正町出張所を廃止する。
- 1989年3月　救助工作車を配備する。
- 1997年8月　勝立出張所に勝立救急隊（消防隊兼務）が発足する。
- 1999年3月　高規格救急自動車を本署に配備する。（同年8月運用開始）
- 2002年3月　消防本部公式Webサイトを開設する。
- 2003年8月　高規格救急自動車を吉野出張所に配備する。
- 2004年12月　高規格救急自動車を勝立出張所に配備する。
- 2009年4月　三川出張所が廃止され、三川分隊が消防本部に統合される。
- 2014年3月　新消防庁舎（庁舎棟）完成、供用開始する。
- 2014年11月　新消防庁舎（車庫棟）完成、供用開始する。
- 2015年12月8日　大牟田市消防本部を含む筑後地域8つの消防本部の指令業務を、筑後地域消防指令センターに統合[1]

## 組織
- 本部－総務課、予防課
- 消防署－警防課

## 消防署
| 消防署         | 住所     | 出張所                                                  |
| -------------- | -------- | ------------------------------------------------------- |
| 大牟田市消防署 | 浄真町46 | 吉野：大字白銀36-2 明治：健老町38-8 勝立：新勝立町5-1-2 |